# シン・チクワマン
シン・チクワマン（1979年6月7日 - ）は、日本のお笑い芸人である。東京都東久留米市出身。フリーランス。
血液型O型。身長173cm、体重63kg。
世界初の「ちくわ芸人」を称している。
旧芸名は小糸 チクワ、こいと ちくわ、YUJI KOITO、ちくわまん、帰ってきたちくわまん。

## 来歴
- 2004年、東京NSCに入学。当時はコンビやトリオで活動していた。その後、吉本興業を退社。
- ピン芸人として活動していた2006年12月頃から「ちくわネタ」を開始。以降、中心のネタとなる。
- 2007年、ジャンみやがわとコンビ「浅草ストリップ」を結成し、M-1グランプリ2007に出場。1回戦敗退。
- 2008年、R-1ぐらんぷりに出場。2回戦敗退。
- 2008年よりテレビへの出演が増え始める。特に「アリケン」（テレビ東京）は、2008年4月17日に初出演して以降、不定期にゲスト出演した。
- 同じく浅井企画に所属しているピン芸人のデイエノボルとコンビ「デイエとチクワ」を結成し、M-1グランプリ2008に出場。1回戦敗退。
- R-1ぐらんぷり2009に出場。2回戦敗退。
- 2010年4月、浅井企画を退社。芸名を「小糸 チクワ」から「こいと ちくわ」に変更。
- 2011年3月、芸名を「YUJI KOITO」に変更[2]。
- 2017年、SMA NEET Projectに所属、芸名を「ちくわまん」に変更。
- 2019年5月、芸名を「帰ってきたちくわまん」に変更。
- 2021年9月、SMA NEET Projectを退所。
- 2022年5月、芸名を「シン・チクワマン」に変更[3]。

## 人物

### エピソード
- 元ザブングルの加藤歩に顔が似ており、モノマネ番組にも出演したことがある。
- 誤って「小糸ちくわ」と表記されてしまうことがある。また、2008年1月19日のR-1ぐらんぷり1回戦では、「小糸チワワ」と間違われてしまった。
- 2008年のR-1ぐらんぷり2回戦では、舞台袖で次の出番を待っていたスリムクラブの真栄田賢に竹輪を渡し、真栄田が竹輪を持ったまま登場したということがあった。
- 1年後輩のイマジンとアルバイト先が一緒だったことがある。当時童貞のイマジンを川崎の風俗に連れて行こうとするも頑なに拒否される。
- 母親の同棲相手の家に居候中、自分の部屋がある。
- 吉野ももみのファンでDVD1作品あたり観賞用と未開封の保存用を持っている。
- 芸名の似通う「二代目ちくわぶ」（松竹芸能）とは別人。

### 芸風
- 小田原の竹輪工場で働いていた経験から、竹輪を使った漫談をする。決め台詞は「チクワッ!」で、自称「世界初チクワ芸人」[1]。自分の芸のことを「チクワールド」と称することもある。
- レスリングのユニフォームとパンツに身を包み（以前は、股間に蛇口の付いていたパンツもはいていたことがあった）、ブリーフに黄色や茶色のマジックでシミを書いていたが下品過ぎてやめたらしい。肩とパンツに竹輪を挟んだスタイルでネタを行う。客席の方へ竹輪を飛ばすこともある。

## 出演

### テレビ
- アリケン（テレビ東京） - 不定期出演
- お笑い図鑑 ハマヌキ（tvk）
- イツザイ（テレビ東京） - 2008年8月23日 『インディーズ芸人オーディション』。キャッチコピーは『チクワテロリスト』
- ものまねバトル48（日本テレビ） - 2008年9月24日
- IJP イジュウインパーク（TOKYO MX）
- ハナタカ優越館（テレビ朝日）- 2020年12月24日
- 5時に夢中！（TOKYO MX）- 2023年3月15日、12月21日
- 水曜日のダウンタウン（TBSテレビ）- 2023年12月6日[4]

## コンテスト出場記録
- 「M-1グランプリ2007」（2007年） - 1回戦敗退 ※ジャンみやがわとのコンビ「浅草ストリップ」として
- 「R-1ぐらんぷり2008」（2008年） - 2回戦敗退
- 「M-1グランプリ2008」（2008年） - 1回戦敗退 ※デイエノボルとのコンビ「デイエとチクワ」として
- 「R-1ぐらんぷり2009」（2009年） - 2回戦敗退